# ويليام ميخائيل بويل
ويليام ميخائيل بويل (بالإنجليزية: William Boyle)‏ هو كاتب أمريكي، ولد في القرن العشرين في بروكلين في الولايات المتحدة.

## وصلات خارجية
- الموقع الرسمي